# 普天間飛行場
普天間海軍陸戰隊航空基地（英語：Marine Corps Air Station Futenma；日语：／ Kaiheitai Futenma Kōkū Kichi）是位於日本冲绳县宜野湾市的一座美国海军陆战队航空基地。通称普天間基地，宜野湾当地居民只是称为“基地”。普天间基地约有4000名海军陆战队官兵，海军陆战队的飞行员和机组人员被分配到普天间基地进行培训和为其他在冲绳的海军陆战队提供空中支援。基地包括一个2,740米长，45米寬的跑道、大量的营房、行政和后勤设施，亦支援美國海軍陸戰隊第3遠征軍使用的自轉旋翼機，常驻約80架军机。该基地也作为联合国的航空设施使用。普天間基地和嘉手纳空军基地是驻冲绳美军的最重要基地。

## 歷史
普天間機場建置1945年，二戰時原是大日本帝國的軍事設施，直到1945年4月上旬在沖繩島戰役中被美軍佔領，由美國陸軍工兵在宜野灣一帯建造機場。其後美國第八航空軍在普天間部署B-29超級堡壘轟炸機並計劃攻擊日本本土。終戰後，普天間機場已成為美軍在亞洲的空軍基地，部署空中攔截中隊，配合附近的嘉手納空軍基地防衛琉球群島。1957年6月30日基地移交美國海軍並發展為重要的美國海軍陸戰隊空軍基地。普天間機場佔用的土地約9成為日本居民私人擁有，每年租金約61億日元。

## 地理
宜野湾市位于冲绳本岛中部、那覇市以北约10公里，居民约93,000人。普天间基地设在宜野湾市中心，占地约480公顷，约占宜野湾市面积的四分之一；由字宜野湾、字野嵩、字喜友名、字新城、字伊佐、字大山、字真志喜、字大謝名、字佐真下、字神山、字赤道、字中原、字上原各区構成。

## 基地问题

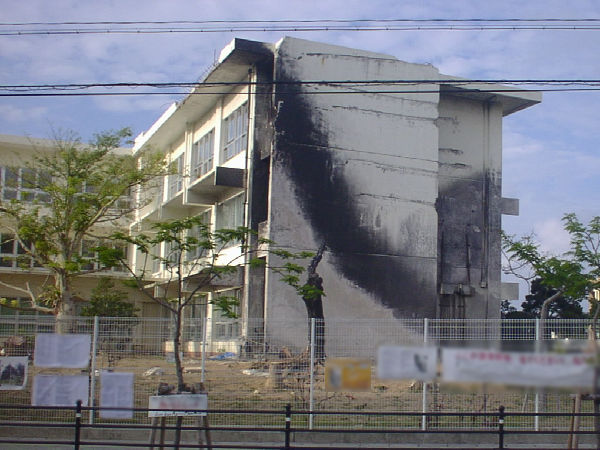
直升机墜落現場沖繩国際大学1号館

### 环境保护问题
1996年12月，美日两国组成的冲绳问题特别行动委员会在最终报告中将普天间基地搬迁到冲绳北部的名护市沿岸。但这仍然是一个有争议的决定，因为当地有珊瑚礁和海草床，是濒临绝种的儒艮栖息地，受日本和美国法律保护。1997年12月名护市全民投票中，超过80％的名护市居民对搬迁计划投下反对票，但其后连续三届的名护市市长选举都由支持搬迁计划的市长当选。2006年，两国政府决定将基地搬迁名护市边野古施瓦布军营沿岸地区。美国将在2014年前将数以千计的海军陆战队员从冲绳岛调往美国属地关岛。

### 公共安全问题
1995年9月，3名美军陆战队员强奸了一名12岁的冲绳女孩，掀起了全國範圍的反美抗議。。
2004年8月13日，美国海军陆战队的CH-53D运输直升机在冲绳国际大学的校内坠毁，并引发大火。事件造成3名机组人员受伤，当地区民没有伤亡。事故发生后，冲绳国际大学多次请求关闭普天间基地。
2018年1月，普天间基地所属的美军UH-1多用途直升机紧急迫降于伊計島。2021年6月2日夜，与2018年紧急迫降事件同型号的直升机在训练中，因引擎故障紧急迫降于津堅島的一处农田上，该事件中无人受伤、未引发火灾，沖縄県知事玉城丹尼表示此事限酿伤亡事故，普天間基地的存在给冲绳县居民造成不安情绪。
2021年7月12日夜，美国第1海軍陸戰飛行聯隊的一个由MV22旋翼机所吊装的集装箱坠落在入砂島与渡名喜島之间的海域，渡名喜村的村长表示高空坠物或对当地村民、渔民造成不安情绪。冲绳县、渡名喜村均就此事向美军抗议。沖縄防衛局長小野功雄表示美军承诺严防此事再发。日本外務省就此事向驻日本美国大使館表示遺憾。

### 噪音问题
2016年11月，那霸地方法院冲绳支部作出一审判决，因普天间基地机场噪音超标，要求日本政府对当地民众赔偿总额约为24.58亿日元。
2019年4月16日，福岡高等裁判所那霸支部二审作出宣判，认定普天间基地机场噪音污染超标，判处日本政府向机场周边居民赔偿21.21亿日元。

### 关闭基地的呼吁
由于普天间基地位于宜野灣市市中心，军机在住宅区中进行飞行训练造成的噪音、空气污染和危害公共安全等已成为宜野湾市的重大問題。据日本放送协会2009年11月9日的民调结果，35%受访者认为日本首相鸠山由纪夫应重新检讨普天间机场搬迁计划，23%受访者支持该搬迁计划。2010年1月24日，名护市的市长选举，由反对美国驻日普天间飞行场自宜野湾市迁至的稻岭进当选。选后，鸠山由纪夫重申将于2010年5月底前决定搬迁地点。
2010年4月25日，近10万人在日本冲绳岛南部集会，要求普天间基地撤出冲绳岛。5月4日鸠山由纪夫首次承认，他无法兑现将普天间空军基地完全迁出冲绳岛的竞选承诺。鸠山由纪夫为此向冲绳岛居民致歉，并请求他们的谅解。5月28日，美国和日本决定遵循2006年签订协定，将美国海军陆战队在冲绳的基地进行重新安置。不同意迁移方案的社民党党首、消费者行政担当相福岛瑞穗被罢免，引发社民党退出执政联盟。6月2日，鸠山由纪夫宣布辞职，以此为普天间迁移问题和社民党退出执政联盟等承担责任。
沖繩縣名護市的市長選舉於2018年1月28日公告，市內的邊野古轄區成為美軍普天間機場的遷移場所。

## 污水排放
当地时间2021年8月26日上午九点半，驻普天间基地的美军通知日本，表示已将约6.4万升经处理过的含有机氟化合物的污水排入基地内下水道。驻日美军表示污水中的全氟辛烷磺酸与全氟辛酸含量为每升2.7ng，低于日本饮用水国家标准的每升50ng，是安全的。沖縄県知事玉城丹尼表示极度愤慨，并表示排放事宜尚处磋商阶段，是美军单方面排放。日本防务大臣岸信夫与日本环境大臣小泉進次郎在27日就此事发表评论，均表示极其遗憾，并就此事向美方强烈抗议。沖縄県副知事謝花喜一郎表示为避免此类事件再次发生，日美政府应加强沟通。
2021年9月8日，宜野湾市市议会通过抗议美方决议与意见书，次日，宜野湾市市议会议长上地安之赴美国驻冲绳总领馆递交抗议书，美国驻冲绳总领事再次强调了污水的安全性，并未就此事致歉。两人会谈后，上地安之面对媒体采访表示遗憾，认为美方认知与当地居民有较大差距。上地安之又分别与外務省沖縄事務所与沖縄防衛局负责人会面，并提交意见书，表示应与美方就妥当处理有机氟化合物一事展开协商。
2021年9月10日，宜野湾市公布美军排放污水的污染物含量检测结果，报告显示从排放污水当日的下水道中采取的样本中发现其有机氟化合物含量为每升670ng，超过国家标准13.4倍，其中全氟辛烷磺酸含量为每升630ng，全氟辛酸含量每升36ng，另从中检出有害物质PFHxS含量为每升69ng。此次样本采样是美军通知日本的一个半小时后，日方从公共下水道中取样送检，考虑到该数值远高于美军公开的污染物含量，当地计划在同一取样地再次取样送检。同时，当地表示该取样地未与民间下水道合流，推测污染的主要因素来自普天间基地。
2021年9月17日，日本防衛省、外務省、環境省联合发布声明，表示将普天间基地的剩余所有未处理的含有机氟化合物的污水统一交由防衛省接管并做焚烧处理。此批污水约有36万升，预计耗资9200万日元，同时为防止台风降雨流入基地的地下蓄水池，日本还将承担机库的修补费用。日本政府表示原本日方立场是污水处理费用由美方负担，但考虑到台风临近，降雨会渗入地下蓄水池，于是采取此临时应急手段。

## 派駐部隊

### 美国海军陆战队
海军陆战队太平洋基地司令部(MCIPAC)
- - 第18海軍陸戰空中管制大隊(MACG-18)（英语：Marine Air Control Group 18）
    - 第4海軍陸戰航空管制中隊(MACS-4)（英语：Marine Air Control Squadron 4）
    - 第2海軍陸戰航空支援中隊(MASS-2)（英语：Marine Air Support Squadron 2）
    - 第18海軍陸戰战术航空指挥中隊(MTACS-18)（英语：Marine Tactical Air Command Squadron 18）
    - 第18人员支援分遣队

  - 第36海軍陸戰飛行大隊(MAG-36)（英语：Marine Aircraft Group 36）
    - 第262海军陆战队中型傾斜旋翼機中隊(VMM-262)-MV-22鱼鹰式倾转旋翼机
    - 第265海军陆战队中型傾斜旋翼機中隊(VMM-265)-MV-22鱼鹰式倾转旋翼机
    - 第36海軍陸戰隊航空物流中隊(MALS-36)（英语：Marine Aviation Logistics Squadron 36）
    - 第172海軍陸戰隊航空後勤中隊(MWSS-172)（英语：Marine Wing Support Squadron 172）

## 航空管制
| GND   | 122.8MHz,360.2MHz |
| TWR   | 123.6MHz,340.2MHz |
| PTD   | 307.4MHz          |
| METRO | 290.6MHz          |
| ATIS  | 230.3MHz          |

## 航空保安無線施設
| 局名    | 種類  | 周波数 | 識別信号 | 机场设置距离 |
| FUTENMA | TACAN |        | NFO      | 飛行場内設置 |

## 外部連結
- Futenma Airforce Base official website （页面存档备份，存于）
- Research the Battle of Okinawa Here
- 普天間機場遷移計劃
  - Obama asks Hatoyama 'Can you follow through?' on base issue[永久] 18 April 2010 (共同通信社)